# Теодор Ровель
Теодор Ровель (нім. Theodor Rowehl; 9 лютого 1894, Барштеде, Німецька імперія — 6 червня 1978, Мюнстер, ФРН) — німецький військовий діяч, пілот розвідувальної авіації, офіцер Абверу, засновник стратегічної повітряної розвідки та командир авіаційних підрозділів, що здійснювали спеціальні операції за часів Другої світової війни.
Учасник Першої та Другої світових воєн, кавалер Лицарського хреста Залізного хреста.

## Біографія
Теодор Ровель народився 9 лютого 1894 у місті Барштеде, під Бременом. З 1900 року відвідував місцеву початкову, а з 1910 року — і середню школу. 

## Перша світова війна
28 серпня 1914 року Ровеля призвали до лав військово-морського флоту і скерували до офіцерської школи. Пройшовши курс початкової підготовки, він до початку 1916 року проходив службу на різних лінкорах.
На початку 1916 року Ровеля було переведено до морської авіації і в березні направили у 1-й морський авіадивізіон, розквартирований на базі Нордер, на західному краю однойменного острову з архіпелагу Східно-Фризьких островів. 10 червня 1916 року отримав звання лейтенанта, а 21 жовтня — кваліфікацію льотчика-спостерігача.
У жовтні 1916 року отримав призначення у 3-ю ескадрилью літаків-торпедоносців, що базувалася у Фленсбурзі. Пізніше був переведений до 1-ї ескадрильї торпедоносців та 4 вересня 1917 року, разом з нею, прибув на базу морської авіації у Зебрюгге, на узбережжі Бельгії .
16 серпня 1918 року призначений інструктором у авіашколу льотчиків-спостерігачів у м. Путціг на березі Данцигської затоки.
31 грудня 1918 року лейтенант Ровель офіційно залишив військову службу.

## Між світовими війнами
Близько 1930 року Теодор Ровель став капітаном корабля (нім. Flug-Kapitän) в авіакомпанії «Ганза-Люфтбільд», що займалася  аерофотозйомкою, була новатором в її нових методах і в комерційному використанні фотограмметрії. Дізнавшись про те, що Польща будує на кордоні з Німеччиною нові оборонні споруди, Ровель здійснює декілька польотів над прикордонними польськими районами. Зроблені ним фотографії польських укріплень, потрапили до начальника Абверу оберста фон Бредова. На той момент, аерофотозйомка була найбільш передовим методом технічної розвідки, що тільки починала зароджуватися.
Ровель залишався пілотом авіакомпанії «Ганза-Люфтбільд», але фактично вже працював на німецьку військову розвідку. Наприкінці 1933 року Ровель офіційно повернувся на військову службу. Формально його призначили начальником фотовідділу штабу 6-го повітряного округу, який розташовувався в Кілі. При цьому він безпосередньо підпорядковувався Рейхсміністерству авіації Третього Рейху і, продовжуючи свої секретні польоти, повинен був надавати рекомендації щодо розробки літаків-розвідників і спеціальних фотокамер для них, а також методів аерофотозйомки. Ровель продовжував літати над польською територією, іншою його ціллю стала Лінія Мажино, що будувалася Францією уздовж спільного з Німеччиною кордону. Згодом, у розпорядженні Головного командування Вермахту виявилися не тільки докладні аерофотознимки всієї Лінії Мажино, а й прилеглої до неї території Бельгії аж до Ла-Маншу. У 1934 році починає розвідувальні польоти і над територією Радянського Союзу, використовуючи для цього рейсові літаки, що належали авіакомпанії «Люфтганза».
1 березня 1935 року Теодор Ровель зарахований до складу Люфтваффе, отримавши від Герінга повноваження сформувати й очолити ескадрилью спеціального призначення, чиїм завданням було ведення авіарозвідки над територією інших держав у мирний час.
Вперше інформація, здобута ескадрилью Ровеля, була використана на практиці вже у 1938 році. На початку року Гітлер висунув вимогу про повернення Німеччині Судетської області. Частини Вермахту, що згодом увійшли до Судетів, мали найдокладніші мапи із зазначенням всіх укріплень чехословацької армії, аеродромів, мостів, військових заводів та іншої інфраструктури.

### «Група Ровеля»

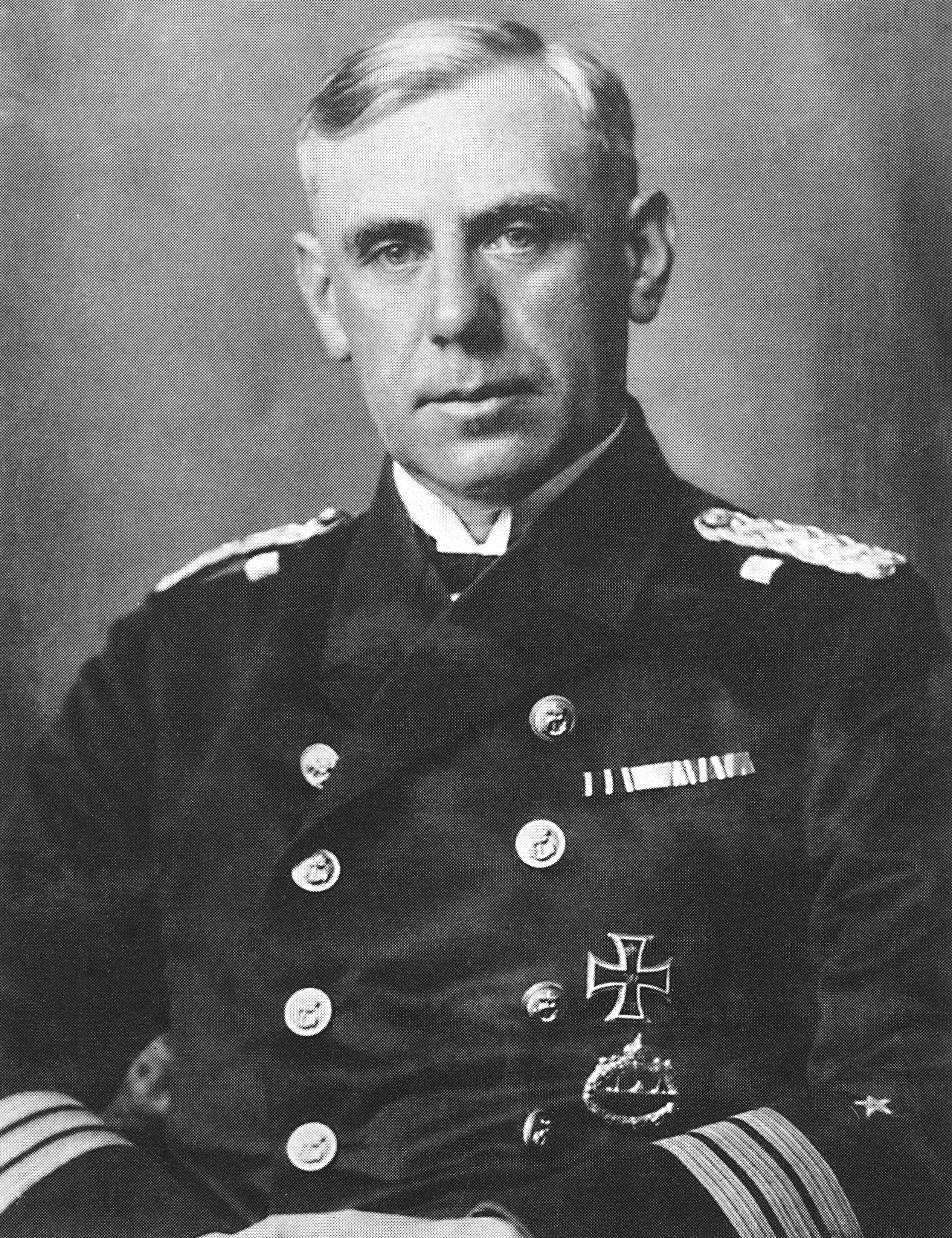
Адмірал Канаріс

У січні 1939 року ескадрилья була переформована в розвідувальну авіагрупу при Головнокомандувачі Люфтваффе, котру пізніше неофіційно називали просто «Групою Ровеля». Вона дислокувалася на аеродромі Вердер, розташований в 9 км на захід від Потсдаму, на березі озера Гросенцернзее.
У серпні 1939 року на аеродромі Оранієнбургу, була утворена так звана «Дослідна станція висотних польотів» (нім. Versuchsstelle fur Höhenflüge — VfH), яку, також, підпорядкували оберст-лейтенанту Ровелю.
У період з травня по серпень 1939 року групі Ровеля доручено виявлення британських радарів. Було виконана серія секретних розвідувальних польотів через Північне море до східного узбережжя Англії. Крім He 111, як розвідник, використовувався і пасажирський дирижабль LZ-130 «Граф Цепелін II», що, нібито, здійснював випробувальні рейси.
11 травня 1939 року о 22-й годині вечора, до Фінляндії таємно прибули Ровель та гауптман Гюнтер Мецнер. Наступного дня, вони зустрілися у Генеральному штабі з військовим льотчиком капітаном Армасом Есколою, для обговорення деталей навчання фінських повітряних розвідників використанню нової німецької фотокамери.
Від жовтня 1939 року до 15 червня 1941 року, група активно виконувала розвідувальні польоти над територією СРСР.

## Друга світова війна

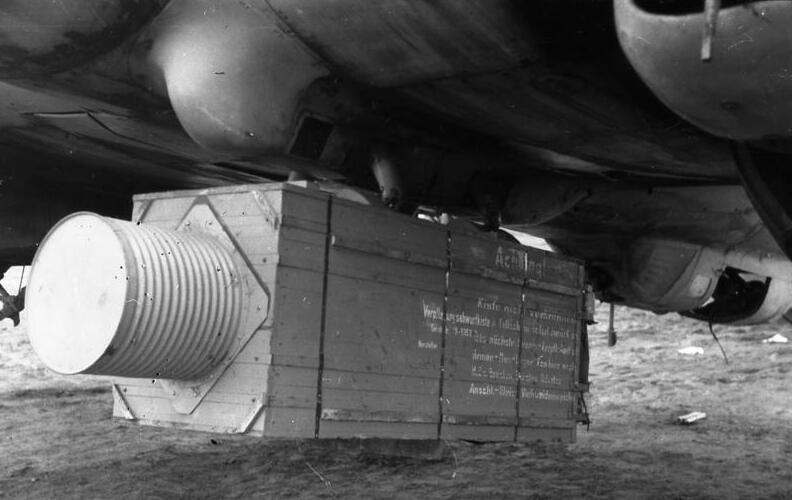
Літак He 111 обладнаний для проведення спецоперацій

З початком Другої світової війни пілоти Групи Ровеля, окрім Британських островів, почали висотні польоти над Францією, Бельгією та  Нідерландами. Польоти здійснювалися на: He 111, Ju 88, Do 17, Do 215, FW 200, BV 142 та інших літаках. Брала участь Група і у підготовці до вторгнення у Данію і Норвегію, відомого під кодовою назвою «Везерюбунг».
27 вересня 1940 року нагороджений Лицарським хрестом Залізного хреста.
Окрім аерофоторозвідки, одним з основних завдань, залишалося здійснення секретних вильотів по закиданню агентів та вантажів на територію ворожих і нейтральних країн. Пілоти Ровеля працювали у глибокому тилу СРСР, під час німецько-радянської війни, Арктиці на Близькому сході та інших місцях.
27 січня 1943 року, як наслідок розбіжностей між Гітлером і Канарісом, з'єднання Ровеля було офіційно розформоване, а у лютому 1943 року на аеродромі Ренгсдорф, неподалік від Берліна, було сформовано так званий «Дослідний підрозділ при Головнокомандувачі Люфтваффе» (нім. Versuchsverband Ob.d.L.). До складу нового підрозділу увійшли дві ескадрильї. Першій з них, створеної на базі колишньої 4-ї ескадрильї Ровеля, було доручено займатися військовими випробуваннями дослідних зразків нових літаків та озброєння. Її очолив той таки оберст Теодор Ровель (пізніше стане командиром всієї Versuchsverband Ob.d.L.). Друга ескадрилья займалася виключно секретними операціями із закидання агентів та вантажів.
30 вересня 1944 року звільнений з дійсної військової служби.

## Повоєнний період
Питання щодо розвідувальних польотів групи Ровеля у передвоєнний період, виникло під час слухань на Нюрнберзькому процесі.
Після війни деякий час працював в уряді ПАР.

## Сім'я
Двоє дітей, дружина загинула під час повітряного нальоту.

## Нагороди
За роки служби в Люфтваффе Теодор Ровель здобув наступні нагороди:
| Країна | Назва отриманої нагороди          | Вигляд | Дата нагородження | Військове звання |
| ------ | --------------------------------- | ------ | ----------------- | ---------------- |
|        | Залізний хрест 2-го Класу         |        |                   |                  |
|        | Залізний хрест 1-го Класу         |        |                   |                  |
|        | Лицарський хрест Залізного хреста |        | 27 вересня 1940   |                  |
|        | Знак спостерігача                 |        |                   |                  |
|        | Планка розвідувальної авіації     |        |                   |                  |
|        | Орден Лева Фінляндії              |        |                   |                  |

## Військові звання
| Країна           | Дата присвоєння | Звання           |
| Німецька імперія | 10 червня 1916  | лейтенант флоту  |
| Третій Рейх      | 1935            | гауптман         |
| Третій Рейх      | 20 квітня 1936  | майор            |
| Третій Рейх      | листопад 1938   | оберст-лейтенант |
| Третій Рейх      | 01 липня 1941   | оберст           |